# Provincia de Blekinge
La provincia de Blekinge (en sueco: Blekinge län) es una de las 21 provincias que conforman Suecia. Cuenta con un gobierno civil o länsstyrelse, el cual es dirigido por un gobernador nombrado por el gobierno. También posee una diputación provincial o landsting, la cual es la representación municipal nombrada por el electorado de la provincia. 
La provincia está localizado al sureste de Suecia y comprende la totalidad de la provincia histórica (landskap) de Blekinge. Es la provincia con menor superficie y limita al norte con las provincias de Kronoberg y Kalmar y al oeste con la provincia de Escania. Blekinge es llamada a menudo "el jardín de Suecia".
Blekinge se sitúa dentro de la región de Gotia (Götaland), una de las tres grandes regiones en que antiguamente se dividía el país (Götaland, Sueonia y Norrland). Es uno de los territorios recuperados por Suecia después de la firma del Tratado de Roskilde en 1658.

## Geografía
El condado de Blekinge es geográficamente idéntico a la región de Blekinge y es el condado más pequeño del país en superficie y, después del condado de Gotland, el que tiene menos municipios. Limita al norte con los condados de Kronoberg y Kalmar, al oeste con el condado de Skåne y al sur y al este con el mar Báltico, e incluye cinco municipios.

## Administración
El condado de Blekinge formó parte del condado de Kalmar entre 1680 y 1683, debido a la fundación de la base naval de Karlskrona.
El objetivo principal de la Junta Administrativa del Condado es cumplir los objetivos establecidos en la política nacional por el Riksdag y el Gobierno, coordinar los intereses y promover el desarrollo del condado, establecer objetivos regionales y salvaguardar el debido proceso legal en la tramitación de cada caso. La Junta Administrativa del Condado es un organismo gubernamental dirigido por un gobernador.

## Municipios
La población el 31 de enero de 2009 era de 152 591 habitantes, el 1,6 % del país. Blekinge está integrado por los siguientes cinco municipios:
- Karlshamn, con 30 919 hab.
- Karlskrona, con 63 342 hab.
- Olofström, con 13 102 hab.
- Ronneby, con 28 416 hab.
- Sölvesborg, con 16 813 hab.

## Economía
Desde finales de los años 90, el sector empresarial del condado atraviesa dificultades, lo que ha provocado un aumento del desempleo. Sólo en los últimos años se han realizado importantes inversiones en educación superior, como la creación en 1989 de la Universidad Tecnológica de Blekinge (actual Universidad Tecnológica de Blekinge).
La agricultura y la silvicultura emplean actualmente un 2 % de la mano de obra, y el 8 % de la superficie está ocupada por tierras de cultivo. Listerlandet, en el suroeste, y Ramdalaslätten, en el sureste, son los dos principales asentamientos agrícolas del condado, y en Listerlandet también hay una importante granja de visones. El condado de Blekinge tiene el segundo mayor cultivo de patatas para la producción de fécula de Suecia (después del condado de Skåne). Aproximadamente el 15 % de los pescadores profesionales del país trabajan en el condado.
La industria manufacturera representa algo menos de una quinta parte del empleo en el condado de Blekinge. Ejemplos de empresas activas en la industria de la ingeniería son Volvo Personvagnar AB (carrocerías) en Olofström, Kockums AB (producción de barcos), Ericsson AB (sistemas, productos y servicios), ABB Hight Voltage Cables AB (las tres en Karlskrona). Abu Garcia AB fabrica equipos de pesca deportiva en Svängsta y Flextronics International Sweden AB se dedica a la electrónica y las telecomunicaciones en Ronneby.
Dos tercios de la superficie del condado están cubiertos por bosques. Entre las empresas de la industria forestal del condado se encuentran Södra Cell AB (producción de pasta de papel en Mörrums bruk) y Cascades Djupafors AB (producción de cartón) en el municipio de Ronneby. En Ronneby, Tarkett AB fabrica suelos de plástico, y hasta 2002, Carlshamn Mejeri operaba como fabricante de margarina y helados en Karlshamn. Ifö Sanitär AB fabrica cabinas de ducha, bañeras y lavabos (en el municipio de Karlshamn).
En el sector de los servicios, TNS Sifo AB (estudios de mercado) en Ronneby y el operador de telefonía móvil Telenor Sverige AB en Karlskrona son los principales empleadores. Las Fuerzas Armadas suecas son importantes para el empleo tanto en Karlskrona como en Ronneby.